# Rilić
Rilić je pohoří v jižním Chorvatsku, nacházející se na území Splitsko-dalmatské župy. Rozkládá se kolem mořského pobřeží, jihovýchodně od pohoří Sutvid, na nějž navazuje. Jihovýchodně od Riliće se nachází údolí řeky Neretvy. Nejvyšším vrcholem je 919 m vysoký Šapašnik. Na východě pohoří překonává rychlostní silnice D425 pomocí několika tunelů, dále přes pohoří vede župní silnice Ž6208.

## Vrcholy

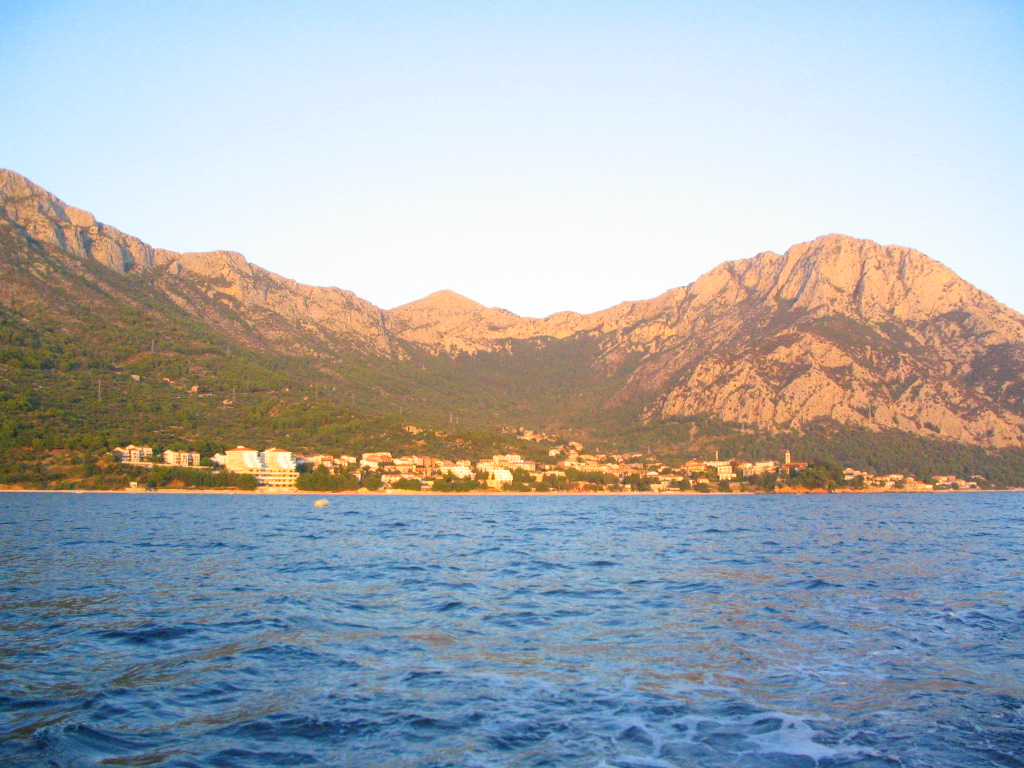
Pohled na Rilić a letovisko Gradac od moře

- Šapašnik – 919 m
- Sveti Ilija – 773 m
- Viter – 769 m
- Crvene stine – 732 m
- Kaba – 719 m
- Skok – 716 m
- Sveti Paškal – 715 m
- Križ – 681 m